# Folclorul Rusiei
Folclorul Rusiei cuprinde folclorul rușilor și al altor grupuri etnice din Rusia.
Folclorul rus își are rădăcinile în credințele păgâne ale vechilor slavi, fiind reprezentat în basmele rusești. Bîlinele epice rusești sunt și ele o parte importantă a păgânismului slav. Cele mai vechi bîline ale ciclului Kievean au fost create în nordul Rusiei, în special în Karelia, unde a luat naștere și cea mai mare parte a epopeei naționale finlandeze, Kalevala.
La sfârșitul secolului al XIX-lea, a debutat traducerea în engleză a basmelor rusești, precum Povești populare rusești (1873) de William Ralston și Povești și legende din țara țarului (1890) de Edith Hodgetts.
Multe basme și povestiri rusești au fost adaptate pentru filme de animație sau pentru lungmetraje ale unor regizori importanți, precum Aleksandr Ptușko (Ivan și balaurul, Sadko) și Aleksandr Rou (Morozko Gerul, Preafrumoasa Vasilisa).
Unii poeți ruși, printre care Piotr Ierșov și Leonid Filatov, au realizat o serie de interpretări poetice binecunoscute ale basmelor clasice rusești și în unele cazuri, precum cel al lui Aleksandr Pușkin, au creat și basme în versuri complet originale, de mare popularitate.

## Istorie

### Tradiția populară a Rusiei precreștine (înainte de 987 d.Hr.[1])
Organizarea societății slave timpurii pare să fi pornit în principal din orașe mici conduse de un grup de oameni și nu de un lider unic, fiind pregnantă noțiunea de unitate a familiei. Zona considerată patrie a popoarelor slave este situată aproximativ în jurul țărilor moderne ale Europei de Est. Slavii de Est locuiau în jurul bazinului Volga-Nipru. Râul Oka a reprezentat patria triburilor slave din care s-a dezvoltat cultura rusă. Cultura slavă de sud s-a dezvoltat în regiunea Balcanică. Popoarele slave de vest s-au dezvoltat cel mai mult în estul Poloniei. Natura a avut un rol esențial în cultura slavă timpurie.
Un obiect de cult timpuriu din Rusia a fost „Fertila Mamă Pământ” și o zeitate ulterioară, posibil înrudită, numită Mokosh, al cărei nume înseamnă „umed” și poate avea origini finlandeze. Mokosh era zeița femeilor, copiilor și animalelor și era venerată pentru legătura ei cu fertilitatea. Solul rusesc este, în general, prea fin pentru o agricultură robustă, precipitațiile sunt rare și la timpul nepotrivit în mare parte din zonă, iar sezonul de recoltă este relativ scurt. Prin urmare, fertilitatea și umiditatea sunt extrem de importante pentru succesul agriculturii rusești. Deoarece încă din timpuri străvechi rușii se bazau mai mult pe agricultură decât pe vânătoare sau păstorit pentru a-și procura hrana și nici nu se aflau în relații bune cu popoarele învecinate, viitorul societății ruse depindea în mare măsură de evoluția agriculturii sale.
În plus, se crede că a fost un accent notabil asupra elementului feminin în cultura slavă timpurie, cu o trecere ulterioară către o societate mai patriarhală, pe măsură ce creștinismul a luat un punct de sprijin în zonă.  Închinarea strămoșilor a fost un alt aspect central al vieții tribale și a servit ca o legătură între generațiile trecute și viitoare.  Animismul era, de asemenea, o credință comună, iar natura și spiritele casei au jucat un rol central în viața tribală de zi cu zi.

### Tradiția populară în Rusia creștină (987 - 1917/1922 d.Hr.[1][9])
Vladimir I (sau „Vladimir cel Mare”, „Sfântul Vladimir”) s-a convertit la creștinism în 987 d.Hr., care ulterior a devenit religia oficială în Rusia Kieveană. Chiar înainte de asta, el promovase slăvirea unui panteon păgân care nu avea legătură cu poporul rus, dar fără succes. Întrucât creștinismul era deja prezent în zonă, a prins mai ușor decât tradiția păgână străină. Idolii au fost distruși în Kiev și Novgorod, două orașe în care Vladimir I se străduise să înființeze un panteon păgân. În ciuda eradicării superficiale a credinței păgâne, animismul și venerarea strămoșilor au supraviețuit prin ritualuri, povești, farmece și practici în viața de la țară. Anumite zeități păgâne și obiecte de cult au fost asimilate sfinților creștini. Alteori, s-au păstrat sărbătorile păgâne, dar sub denumiri noi, cum ar fi Ziua Treimii, când fetele de la țară preamăresc spiritul naturii rusalka, îi comemorează pe strămoși și practică ritualuri de divinație. O altă sărbătoare de acest fel este ziua Sfântului Ioan, dedicată „despărțirii de primăvară” și îndeplinirii ritualurilor pentru a încuraja primăvara să revină în curând. Coexistența credințelor păgâne și creștine în cultura rusă se numește „religie duală” sau „credință duală” și a fost evidențiată în mare parte din cultura rusă populară.
Anumite ritualuri și credințe păgâne au fost tolerate și chiar susținute de Biserică. În aceste cazuri, riturile au fost reinterpretate ca fiind esențial creștine. De exemplu, ritualul de iarnă de împrăștiere a fânului pe podea a fost asociat cu sărbătorirea nașterii lui Isus de Crăciun. Când Biserica condamna o practică, de obicei nu o respingea ca fiind inventată, ci îi recunoștea puterea și o atribuia diavolului.

### Folclorul rus înRusia sovietică(1917/1922 - 1991[9])

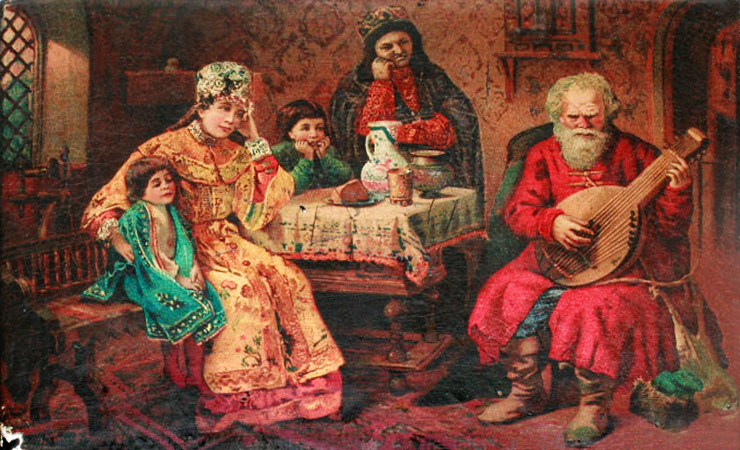
Rusia are o istorie muzicală lungă și variată

Folcloriștii contemporani consideră anii 1920 drept epoca de aur a folclorului în Uniunea Sovietică. Noul guvern care se lupta cu vechea orânduire, care trebuia să stabilească un nou sistem administrativ și să reconstruiască economia înapoiată a națiunii, nu putea fi preocupat de cenzura literaturii, astfel că studiile despre folclor au prosperat. În acel deceniu, au existat două tendințe principale de studiu folcloristic: școlile formaliste și școlile finlandeze. Formalismul s-a concentrat pe forma artistică a povestirilor antice și a basmelor, în special pe utilizarea structurilor distinctive și a mecanismelor poetice.:45 Școala finlandeză a fost preocupată de conexiunile dintre legendele asemănătoare ale diferitelor regiuni est-europene. Savanții finlandezi au adunat povești comparabile din mai multe locații și le-au analizat asemănările și diferențele, sperând să stabilească rutele de migrație ale acestor povești epice.:46
După ce Iosif Stalin a ajuns la putere și a demarat primul său plan cincinal în 1928, guvernul sovietic a început să critice și să cenzureze studiile despre folclor. Stalin și regimul sovietic au reprimat Folclorul, afirmând că sprijină vechiul sistem țarist și o economie capitalistă. L-au considerat o rămășiță a societății ruse înapoiate pe care bolșevicii se străduiau să o depășească.:157 Pentru a ține sub control studiile folclorice și a preveni răspândirea ideilor nepotrivite în rândul maselor, guvernul a creat RAPP – Asociația Scriitorilor Proletari din Rusia (ASPR). Aceasta s-a concentrat în mod special pe cenzurarea basmelor și a literaturii pentru copii, considerând că fanteziile și „prostiile burgheze” dăunează dezvoltării cetățenilor sovietici în formare. Basmele au fost scoase de pe rafturi, iar copiii au fost încurajați să citească doar cărți axate pe natură și știință.:304 Până la urmă, RAPP a crescut nivelul de cenzură, devenind Uniunea Scriitorilor Sovietici în 1932.
Pentru a continua cercetarea și analiza folclorului, intelectualii trebuiau să-i justifice valoarea în fața regimului comunist. Altfel, colecțiile de folclor, împreună cu orice altă literatură considerată inutilă pentru Planului cincinal al lui Stalin, ar fi reprezentat un domeniu de studiu inacceptabil. În 1934, Maxim Gorki a ținut un discurs în fața Uniunii Scriitorilor Sovietici, susținând că folclorul ar putea fi, de fapt, folosit în mod conștient pentru a promova valorile comuniste. Pe lângă a expune valoarea artistică a folclorului, el a subliniat că legendele tradiționale și basmele au conturat personaje ideale, orientate spre comunitate, care exemplificau perfect modelul de cetățean sovietic.:55 Folclorul, cu multe dintre intrigile sale bazate pe dificultățile unui stil de viață orientat spre muncă, a fost relevant pentru comunism, deoarece acesta nu ar fi putut exista fără contribuția directă a clasei muncitoare.:47 De asemenea, Gorki a explicat că personajele din folclor transmiteau un nivel ridicat de optimism și, prin urmare, ar putea încuraja cititorii să mențină o gândire pozitivă, mai ales că viața lor începuse să se schimbe odată cu dezvoltarea comunismului.:46
Iurii Sokolov, șeful secției de folclor a Uniunii Scriitorilor Sovietici, a promovat, de asemenea, studiul folclorului, argumentând că folclorul a reprezentat inițial tradiția orală a oamenilor muncii și, în consecință, ar putea fi folosit pentru a motiva și inspira proiecte colective în rândul proletariatului de azi.:51 De multe ori, personajele din poveștile populare rusești se află într-o călătorie de auto-descoperire, un proces care îi determină să se evalueze pe ei înșiși nu ca indivizi, ci mai degrabă ca o parte necesară a unui întreg comun. Atitudinile unor astfel de personaje legendare erau în concordanță cu mentalitatea pe care guvernul sovietic dorea să o insufle cetățenilor săi.:213 El a subliniat, de asemenea, existența multor povești care au arătat că membrii clasei muncitoare își întrec stăpânii cruzi, străduindu-se din nou să dovedească valoarea folclorului pentru ideologia sovietică și societatea națională în general.:215
Convinși de argumentele lui Gorki și Sokolov, guvernul sovietic și Uniunea Scriitorilor Sovietici au început să culeagă și să evalueze folclor din toată țara. Uniunea a ales și a înregistrat anumite povești care, în ochii lor, au promovat îndeajuns spiritul colectivist și au demonstrat beneficiile și progresul regimului sovietic. Apoi a redistribuit copii ale poveștilor aprobate în rândul populație. Între timp, în toate orașele mari au apărut centre de folclor local.:160 Responsabile de promovarea unui sentiment de naționalism sovietic, aceste organizații s-au asigurat că mass-media publica versiuni adecvate ale poveștilor populare rusești în mod sistematic.:46

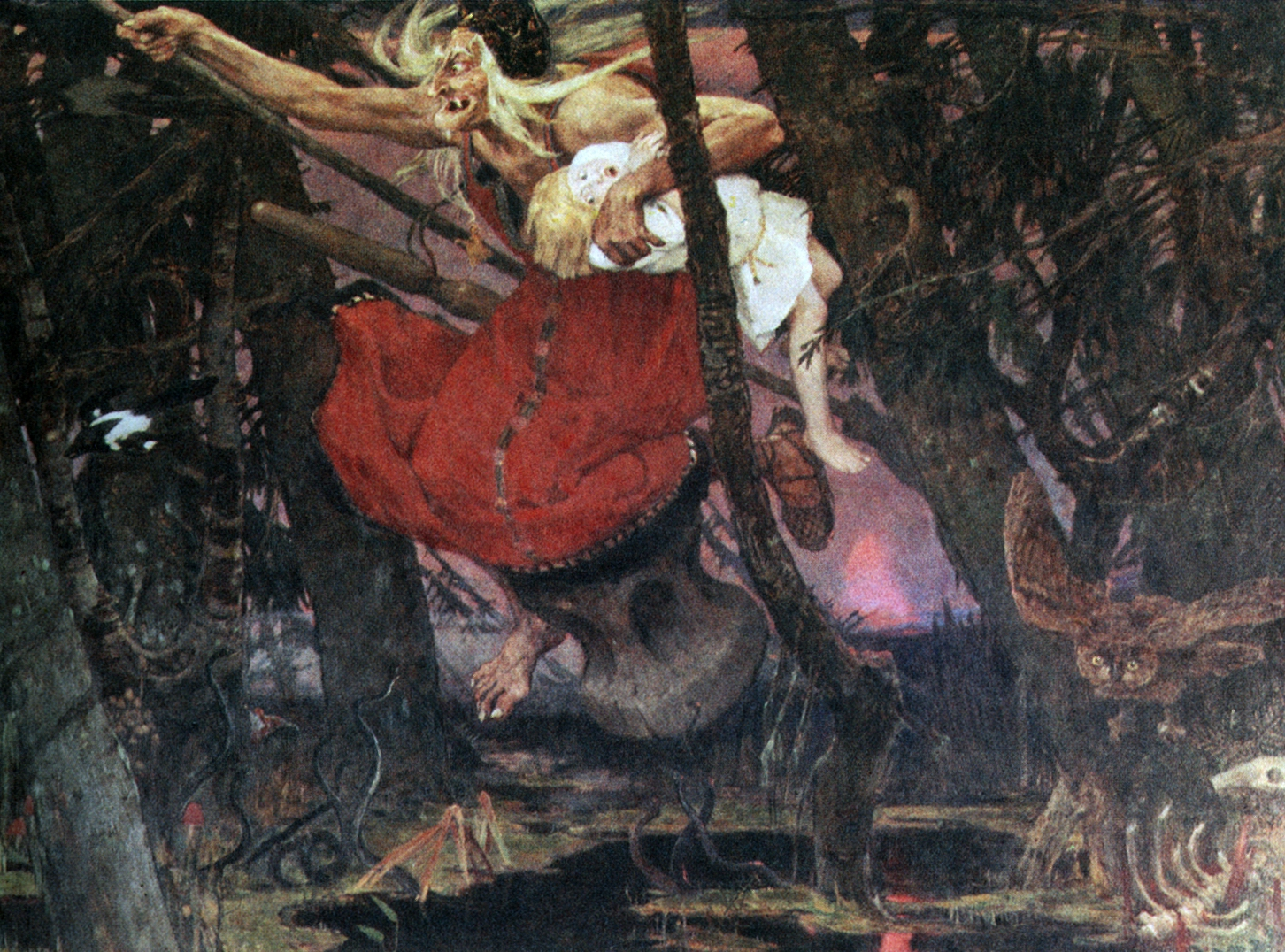
Baba Iaga

În afară de difuzarea basmelor aprobate de guvern și a poveștilor care existau deja, în timpul domniei lui Stalin autorii care susțineau ideologiile sovietice au scris povești populare comuniste și le-au prezentat poporului. Aceste basme populare contemporane combinau structurile și motivele vechii bâline cu viața contemporană din Uniunea Sovietică. Denumite noviny, aceste povești noi au fost considerate renașterea epopeei rusești.:169 Folcloriștilor le-a revenit sarcina de a-i învăța pe cântăreții populari moderni stilul și structura convențională a bâlinei tradiționale. De asemenea, interpreților li s-a explicat ce tipuri de ideologie comunistă ar trebui să fie reprezentate în noile povești și cântece.:161
Întrucât interpreții zilei deseori aveau mari carențe în educație, trebuia să li se explice foarte clar semnificația și implicațiile ideologiei marxiste, pentru ca ei să poată transmite publicului povești populare într-o manieră favorabilă guvernului sovietic. Pe lângă o educație adecvată, mulți artiști populari au călătorit în toată țara pentru a obține o perspectivă asupra stilului de viață al clasei muncitoare și, astfel, a comunica poveștile lor mai eficient.:54 Datorită rolului lor crucial în răspândirea idealurilor comuniste în întreaga Uniune Sovietică, în cele din urmă unii dintre acești interpreți au devenit membri foarte apreciați ai societății sovietice. Mulți dintre ei, în ciuda analfabetismului lor evident, au fost aleși membri ai Uniunii Scriitorilor Sovietici.:164
Aceste noi basme și cântece populare sovietice s-au concentrat, în primul rând, pe contrastul dintre viața mizerabilă din vechea Rusie țaristă și viața mult mai bună sub conducerea lui Stalin.:48 Personajele lor reprezentau identități spre care să tindă cetățenii sovietici, exemplificând însușirile „Noului Om Sovietic”.:57 Eroii poveștilor sovietice erau meniți să portretizeze o versiune transformată și îmbunătățită a cetățeanului obișnuit, oferind cititorului o viziune clară asupra sinelui ideal, orientat spre colectiv, pe care acesta să îl adopte în viitor. Aceste noi basme populare au înlocuit magia cu tehnologia și forțele supranaturale cu Stalin.:220
În loc să primească sfaturi importante de la o ființă mitică, protagonistul primea acum sfaturi de la omniscientul Stalin. Dacă personajul urma sfatul divin al lui Stalin, succesul urma să fie garantat în toate eforturile sale, ducând la o transformare completă în „Noul Om Sovietic”.:55 Răufăcătorii acestor basme contemporane erau Albii și liderul lor, Idolisce, „cel mai monstruos idol”, care era echivalentul țarului. Descrierile Albilor din noviny erau asemănătoare cu cele ale tătarilor din bâline.:166 În aceste povești noi, Albii reprezentau capitaliștii incompetenți, înapoiați, în timp ce cetățenii sovietici deveniseră eroi invincibili.:305
După moartea lui Stalin, în martie 1953, folcloriștii epocii au abandonat rapid noile basme populare ale perioadei. Scrisă de autori și interpreți individuali, noviny nu provine din tradițiile orale ale clasei muncitoare. Prin urmare, astăzi sunt considerate pseudo-folclor mai degrabă decât folclor sovietic (sau rus) autentic.:172 Fără vreo legătură adevărată cu masele, nu exista niciun motiv pentru ca noviny să fie considerată altceva decât literatură contemporană. Specialiștii au decis că încercările de a reprezenta viața contemporană prin structura și arta epopeilor antice nu pot fi considerate folclor autentic.:64 Numele lui Stalin a fost omis din puținele pseudo-povestiri populare care au supraviețuit perioadei.:172 Folclorul din timpul lui Stalin nu este nicidecum considerat o renaștere a epopeei tradiționale rusești, fiind în general privit ca o perioadă marcată de cenzură și minciuni.

## Tipuri

### Povești populare
Încă din secolul al XII-lea apar dovezi referitoare la poveștile rusești, care le atestă existența cu mult mai devreme. Cu toate acestea, nu s-a păstrat prea mult din basmele populare timpurii, în special din cauza cenzurării narațiunilor necreștine de către Biserică. Spunerea poveștilor populare a fost strict interzisă încă din secolul al XII-lea sau chiar de mai devreme și, în unele cazuri, nesupunerea a dus la moarte. Abia în secolul al XVI-lea au început să fie înregistrate poveștile populare rusești, iar în secolul al XIX-lea a fost publicată o antologie de povești populare rusești autentice „Povești populare rusești” (1838) a lui Bogdan Bronițin. Studiul folclorului a devenit cu adevărat notabil la sfârșitul secolului al XX-lea (în jurul anilor 1960).
Au existat mai multe încercări de clasificare a folclorului european, un sistem notabil fiind inițiat de folcloristul finlandez Antti Arne și, ulterior, dezvoltat de profesorul NP Andreyev, din Leningrad. Acest sistem a identificat 915 tipuri principale de basme populare (clasificate după teme, intrigi, personaje și alte elemente ale poveștii). Dintre acestea, aproximativ o treime (317 tipuri) au fost găsite atât în poveștile est-europene, cât și în cele din vestul Europei, o treime (302) tipuri au fost găsite exclusiv în poveștile din vestul Europei, iar o treime (296 de tipuri) au fost găsite exclusiv în poveștile est-europene.

### Magie populară
Au existat două tipuri principale de magie în cultura rusă antică și țărănească: (1) magie „necurată” sau malefică - magie neagră și (2) magie productivă sau bună - magie albă. Primul tip este asociat cu diavolul și este, în general, considerat ostil. Cel de-al doilea protejează împotriva magiei negre sau încearcă să îl ajute utilizator. Unele practici magice, cum ar fi divinația, care au fost considerate în mod tradițional magie productivă, au fost în mare parte reclasificate drept magie necurată de către biserica creștină, odată ce aceasta a ajuns la putere. Cea mai productivă magie a fost cea „homeopatică”, însemnând că o acțiune simbolică era efectuată în speranța de a primi un răspuns corespunzător în realitate. De exemplu, se credea că ritualul de primăvară de a purta crengi cu păsări artificiale (sau prăjituri reprezentând păsări) va ajuta păsările să zboare și astfel să aducă primăvara. S-a consemnat că tradițiile de magie populară au persistat la Moscova până în 1648.

#### Ritualuri de sărbători
Multe dintre obiceiurile practicate de sărbători își au originea în ritualuri magice. Festivalul Yule și colindatul de Anul Nou au reprezentat inițial o oportunitate pentru gospodării de a da dovadă de generozitate la începutul noului an, asigurându-se astfel că vor avea un an prosper. În mod similar, se credea că sărbătoarea și masa copioasă de Shrovetide (Pre-Postul Mare) încurajează o recoltă abundentă. Uneori, În noaptea nunții, patul conjugal era așezat lângă animalele domestice, pentru ca mirii să influențeze fertilitatea acestora. Alte tradiții de nuntă, cum ar fi mâncatul de ouă, cântatul de cântece deocheate și aruncarea cerealelor peste tinerii căsătoriți au fost inițial menite să asigure fertilitatea și prosperitatea cuplului în anii următori.

#### Farmece
(cunoscute și sub denumirile de „descântece”, „precauții” sau „șoapte”)

Farmecele sunt cuvinte magice rostite pentru a îndeplini diverse sarcini. Unele farmece pot fi folosite pentru a alunga un leshy (spirit rău), cum ar fi să spui „Cană de oaie, lână de oaie”. Altele pot fi folosite pentru a impregna o acțiune cu magie, astfel încât un anumit ritual să fie eficient. O structură comună pentru farmec este ca acesta să descrie o acțiune și ce se intenționează prin săvârșirea sa, astfel încât persoana respectivă să efectueze apoi acea acțiune și să obțină rezultatul descris. De exemplu, un farmec de dragoste începe astfel: „Mă voi ridica, umil slujitor al Domnului (numele spus), voi veni din casă în prag, din prag în poartă..." De asemenea, de multe ori este invocat Dumnezeu sau alți sfinți. Un farmec împotriva durerilor de dinți spune așa:
„Trei cărări, un copac stă lângă drum, sub copac zace un stârv, pe lângă stârv merge Sfântul Antonie și zice: „De ce tu, stârvule, stai aici? Te dor dinții? Te dor coastele? Te mănâncă viermii? Sângele curge din tine?” „Nimic nu mă doare”. Amorțiți și voi, dinții smeritului slujitor al lui Dumnezeu (numele spus), ca într-un trup mort; întărește-l, Doamne, mai tare decât piatra.”
Una dintre cele mai vechi referințe la farmecele rusești se află în Cronica Rusă, datând din secolul al X-lea.

## Cuprins

### Natura și spiritele casei
De cele mai multe ori, spiritele au fost privite ca stăpâni pe domeniile lor, fie că era vorba de o pădure, apă, câmp sau casă. Adesea, sunt înfățișate ca bătrâni, reflectând ierarhia familială bazată pe vârstă în comunitățile tribale. Inițial, se credea că spiritele naturii îi protejează pe oameni, dar, în timp, au ajuns să fie văzute ca forțe neutre sau răuvoitoare, uneori asociate cu diavolul. Ele sunt, de asemenea, asociate frecvent cu o forță „necurată”, legată de moartea nenaturală și înmormântarea necorespunzătoare. Cele mai multe relatări pe care le avem astăzi despre spiritele naturii au fost adunate după sfârșitul secolului al XIX-lea și sunt spuse ca povești repovestite. Concluzia este că înfruntările cu spiritele naturii erau mai frecvente în trecutul îndepărtat, spre deosebire de situația din prezent.
Baba Iaga
Asemănătoare cu o vrăjitoare, Baba Iaga este o ființă supranaturală (sau una dintr-un trio de surori cu același nume), care apare ca o bătrână diformă sau cu aspect înfricoșător. În basmele rusești, Baba Iaga zboară într-un mojar, mânuiește un pistil și locuiește adânc în inima pădurii, într-o colibă descrisă de obicei ca stând pe picioare de pui. Baba Iaga îi poate ajuta sau opri pe cei care o întâlnesc ori o caută și poate juca un rol matern, fiind asociată cu fauna sălbatică din pădure. Conform morfologiei basmelor populare a lui Vladimir Propp, Baba Iaga apare de obicei fie ca personaj pozitiv, fie ca personaj negativ sau rolul său poate fi neclar. Andrea Johns o identifică pe Baba Iaga drept „una dintre cele mai memorabile și distinctive figuri din folclorul est-european” și observă că este „enigmatică” și manifestă adesea „o ambiguitate izbitoare”. Johns o descrie, pe scurt, ca având mai multe chipuri, care să inspire cercetătorii să o vadă ca pe un nor, lună, moarte, iarnă, șarpe, pasăre, pelican sau zeiță pământeană, strămoș matriarhal totemic, mamă falică sau imagine arhetipală”.

#### Domovoi
Domovoi sau domovoi este un spirit al casei și este oarecum diferit de spiritele naturii. Deși răutăcios, domovoi era văzut ca protectorul benign al gospodăriei. Nu era în contradicție cu simbolurile creștine (cum ar fi semnul crucii) și nu aducea rele asupra unui loc, precum alte spirite. Era, probabil, o amintire a riturilor de închinare ale strămoșilor, deoarece o denumire atribuită lui era „bunicul”, și se spunea adesea că apărea sub forma unui șef actual sau trecut al gospodăriei.
Cu toate acestea, de cele mai multe ori era văzut ca un bătrân cocoșat și păros. De regulă, domovoi nu era văzut, ci doar auzit. El putea face pereții să scârțâie sau să lovească oale ori să cânte. De obicei, se credea că un domovoi trăia singur, dar unele relatări menționează că ar fi avut o soție și copii.
Funcția domovoiului era, în principal, de a avea grijă de gospodărie și de animale. Se spune că făcea asta prin prevestiri despre evenimente viitoare, cum ar fi norocul sau ghinionul, despre nunți sau o moarte în familie. Fiecare familie trebuia să-și mulțumească spiritul casei, fie prin buna administrare a casei, fie prin respectarea tradițiilor sociale sau chiar prin alegerea unor animale domestice în culoarea preferată a unui domovoi. Ceea ce era ușor de făcut, deoarece domovoi era ușor de mulțumit. Prezența unui domovoi era considerată esențială pentru buna funcționare a unei gospodării.
Transferul unui domovoi a reprezentat și o afacere importantă. De exemplu, când o femeie se căsătorea, era obiceiul ca ea să-și părăsească familia și să se alăture celei a soțului ei. Când pleca de acasă, se făceau ritualuri pentru a o separa de spiritele casei familiei ei și a o familiariza cu cele ale familiei soțului ei. Când o familie se muta, își invitau în mod special domovoiul să vină cu ei pentru a se asigura că va rămâne în gospodărie.

#### Leshy
Un leshy (de asemenea, leshii, „demon de lemn”) este un spirit de pădure care domnește peste păduri. Aspectul lui variază în funcție de povești, dar este bărbat. În general, leshy este reprezentat ca un om, dar poate apărea și sub forma unui animal sau, într-un caz anume, a unei ciuperci. Uneori, este înfățișat cu aripi și coadă, precum diavolul. Alteori, este descris ca o persoană cunoscută celui care îl privește. De asemenea, mărimea lui variază, putere atribuită rolului său de a reflecta mediul în care trăiește. În funcție de înălțimea plantelor din pădurea în care locuiește, el s-ar adapta mediului înconjurător. Unele povești despre leshy îl descriu ca având o soție și copii, aidoma unei gospodării tipic țărănești. Alte povești susțin că într-o pădure pot coexista mai muți leshy și că aceștia ar fi organizați ierarhic, din nou similar cu modul de organizare al societății locale.
Unii spun că leshy nu poate vorbi, ci doar scoate sunete precum bătăi din palme sau zgomote din sălbăticie (păsări, foșnet frunze, mârâit etc.). Alții spun că poate imita vocile oamenilor cunoscuți.
În general, se crede că este înșelător sau rău. S-a spus despre el că îi face pe oameni să se piardă în pădure, îi face să se îmbolnăvească, răpește femei și chiar mănâncă oameni. Poate fi izgonit prin foc și semnul crucii, indicând asocierea ulterioară dintre leshy și diavolul creștin.

#### Vodyanoy
Aceste creaturi mai sunt cunoscute și ca „vodianoi”, „diavolul apelor”, „spirit al apelor”.
Un vodyanoy este un spirit masculin al apei. Se crede că locuiește într-o anumită apă, uneori avându-și lăcașul pe fundul acelei apei. La fel ca leshy, aspectul lui vodyanoy diferă de la poveste la poveste. În general, el este înfățișat ca un bărbat bătrân, cu barbă, uneori albastru, alb sau verde ori acoperit cu noroi, alteori umflat cu apă. Adesea el este descris ca având elemente asemănătoare peștelui, cum ar fi solzi sau coada unui pește. La fel ca leshy, vodyanoy era uneori descris cu o soție alături.
Funcția principală a unui vodyanoy este de a-i îneca pe oameni. Alte povești despre vodyanoy susțin că mima voci sau păcălea pe cineva să-și schimbe înfățișarea. Unele povești despre relațiile prietenoase dintre oameni și un vodyanoy prezintă morari și pescari care aduceau ofrande unui vodyanoy pentru a-și asigura norocul în apele sale.
Spre deosebire de leshy, vodyanoy este văzut cu desăvârșire rău. În multe cazuri, el este considerat echivalentul diavolului.

#### Polevoi și Poludnița
Un polevoi este un spirit masculin de câmp. Ca și în cazul celorlalte spirite ale naturii, aspectul unui polevoi reflectă, de regulă, mediul său. Uneori este descris ca având pielea întunecată ca pământul; alteori cu iarbă în loc de păr sau îmbrăcat în alb și învăluit de vânt. La fel ca leshy, polevoi poate avea dimensiuni variabile în funcție de împrejurimi, fie înalt ca iarba netăiată vara, fie mic precum miriștea câmpului după recoltă.
Polevoi pare, în general, mai puțin sinistru decât alte spirite, cea mai groaznică înșelătorie a lui fiind aceea de a face oamenii să se rătăcească pe câmpuri. În general, era văzut ca un semn de rău augur, putea să doboare pe cineva de pe calul său, din greșeală, așa că oamenii încercau să-l evite, preferând să nu umble pe câmpuri la amiază, când erau cele mai mari șanse să se afle pe acolo. Se credea că polevoi are o familie și copii.
O poludniță este un spirit de câmp feminin și în mare măsură considerat fictiv. Aspectul ei variază, în primul rând, în funcție de vârstă, fiind descrisă ca o fată sau ca o femeie bătrână. Se crede că ea proteja cerealele și, de asemenea, aducea ghinion oricui ar fi lucrat pe câmp ziua în amiaza mare.

#### Rusalka
Asemănătoare cu o zână a apelor sau undină, rusalka este un spirit feminin, adesea asociat cu apa. De regulă, este descrisă ca o femeie tânără și frumoasă. În povești, ea apare în păduri, în câmpuri și pe lângă râuri. De obicei, se crede că trăiește sub apă, la fel ca vodyanoy, și că se plimbă pe uscat jucând feste trecătorilor neștiutori. În unele locuri se crede că rusalki sunt sufletele copiilor născuți morți sau nebotezați sau ale celor care au murit prin înec.
Uneori, se mulțumește doar cu a-i face pe oameni să se piardă, să se abată de la drumul lor, ca leshy sau polevoi; alteori, se spune că îi gâdilă pe oameni până la moarte sau îi îneacă. Legătura dintre Rusalka și morții necurați o face purtătoarea forței necurate asociate cu alte spirite ale naturii. Uneori este asociată în mod direct cu diavolul. Ca și alte spirite ale naturii, se crede că semnul crucii sau anumite cuvinte magice îi pot slăbi puterile.
Există un festival de primăvară numit Rusalii, Săptămâna de Rusalii, sau Săptămâna Sfintei Treimi, în care se crede că rusalkii (rusaliile) se îndepărtează de casele lor din apă. Numele festivalului ar putea veni de la festivalul roman al trandafirilor,Rusalii, sau rosalia, dies rosarum. Timp de o săptămână, sătenii își comemorau strămoșii din trecut și invocau numele de rusalki în timpul ritualurilor de primăvară, cum ar fi decorarea caselor cu ramuri de mesteacăn proaspăt tăiate sau să lase ouă gătite lângă mesteceni anume aleși. Rolul rusalka în această sărbătoare este oarecum neclar. Unii consideră că este asociată cu credința strămoșilor, în timp ce alții cred că ar fi asociată doar cu morții necurați (adică cei care nu au murit din cauze naturale și nu au avut parte de o înmormântare cum se cuvine). În plus, forța necurată este, în general, asociată cu pângărirea unui loc pentru a-l face periculos și deteriorat, dar, deși rusalka este „necurată”, tot ea este și cea care are grijă de creșterea plantelor.

### Animale
Animalele apar alături de personaje umane, precum și alături de alte animale. Unele dintre cel mai des întâlnite animale din multe povești populare și basme rusești (Skazki) sunt vulpile, oile, caprele, cocoșii, urșii și lupii. Aceste animale au uneori calități umane, inclusiv capacitatea de a vorbi, atât cu alte animale, cât și cu personaje umane. Au aceleași emoții ca și personajele umane. Li se conferă calități omenești precum înțelepciunea, umorul, viclenia și chiar prostia. Caracteristicile acestor animale au persistat de-a lungul timpului.
Vulpi (лиса; lisa) - Reprezentate ca femele viclene, vulpile din basmele rusești își păcălesc adesea omologii. Aceștia pot fi oameni adulți, lupi, cocoși sau urși.
Cocoși (петух, petukh) - În basmele rusești, cocoșul este asociat cu soarele, precum și cu norocul și fertilitatea. Găinile depuneau adesea ouă de aur și își îmbogățeau proprietarii. („Rusia -ghid de resurse culturale”) Cocoșii pot fi găsiți reprezentați pe multe obiecte de uz casnic și, adesea, atunci când sunt reprezentați doi cocoși cu capetele împreunate simbolizează un dar de nuntă pentru prosperitatea tinerilor căsătoriți.
Urși (медведь, med'ved) - Conform „Rusia: Ghid de resurse culturale”, numele rusesc, med'ved, înseamnă „cel care știe unde este mierea”. A fost un strămoș al poporului rus, fiind considerat prietenos. Deseori, oamenii erau transformați în urși ca pedeapsă sau ursul apărea în chip de bătrân înțelept. Ursul simbolizează forța, puterea, tăria, căldura și protecția.
Lupi (волк, vuk) - Adesea portretizați în chip de bărbat răufăcător, în majoritatea basmelor rusești. Aceste creaturi nu erau foarte inteligente și de multe ori erau pradă sigură pentru vulpi. Potrivit unei surse, oamenii nu aveau voie să mănânce lupi, deoarece carnea acestora i-ar fi transformat în vârcolaci. Lupii simbolizau natura sălbatică neîmblânzită și erau respectați și temuți.
Zmey Gorynych - Numele său înseamnă „Șarpele Munților”. Versiunea slavă a dragonului, despre care se spune că ar fi avut trei sau mai multe capete și, la fel ca alte creaturi din basmele rusești, putea vorbi. De obicei sunt masculi și pot fi întâlniți în păduri sau munți. Se spune că atunci când zboară este atât de mare încât blochează lumina soarelui.
Alkonost - Înfățișată ca o pasăre cu cap de femeie, această creatură este asemănătoare cu o sirenă și poate schimba vremea în funcție de starea ei sufletească. Se spune că depune ouă în apă, iar atunci vremea este liniștită, dar, odată ce eclozează, vine furtuna.
Indrik - În Cartea Porumbelului și în folclorul rus, Bestia Indrik (în rusă: Индрик-зверь, transliterație: Indrik zver') este o fiară fabuloasă, regele tuturor animalelor, care trăiește pe un munte cunoscut sub numele de „Muntele Sfânt”, unde niciun alt picior nu poate călca. Când se agită, Pământul tremură. Cuvântul „Indrik” este o versiune distorsionată a cuvântului rus edinorog (unicorn). Indrik este descris ca un taur gigantic cu picioare de cerb, cap de cal și un corn enorm în față, făcându-l vag asemănător cu un rinocer. Creatura din folclorul rus își împrumută numele unui sinonim al lui Paraceratherium, Indricotherium, cel mai mare mamifer terestru care a trăit vreodată.

## Galerie

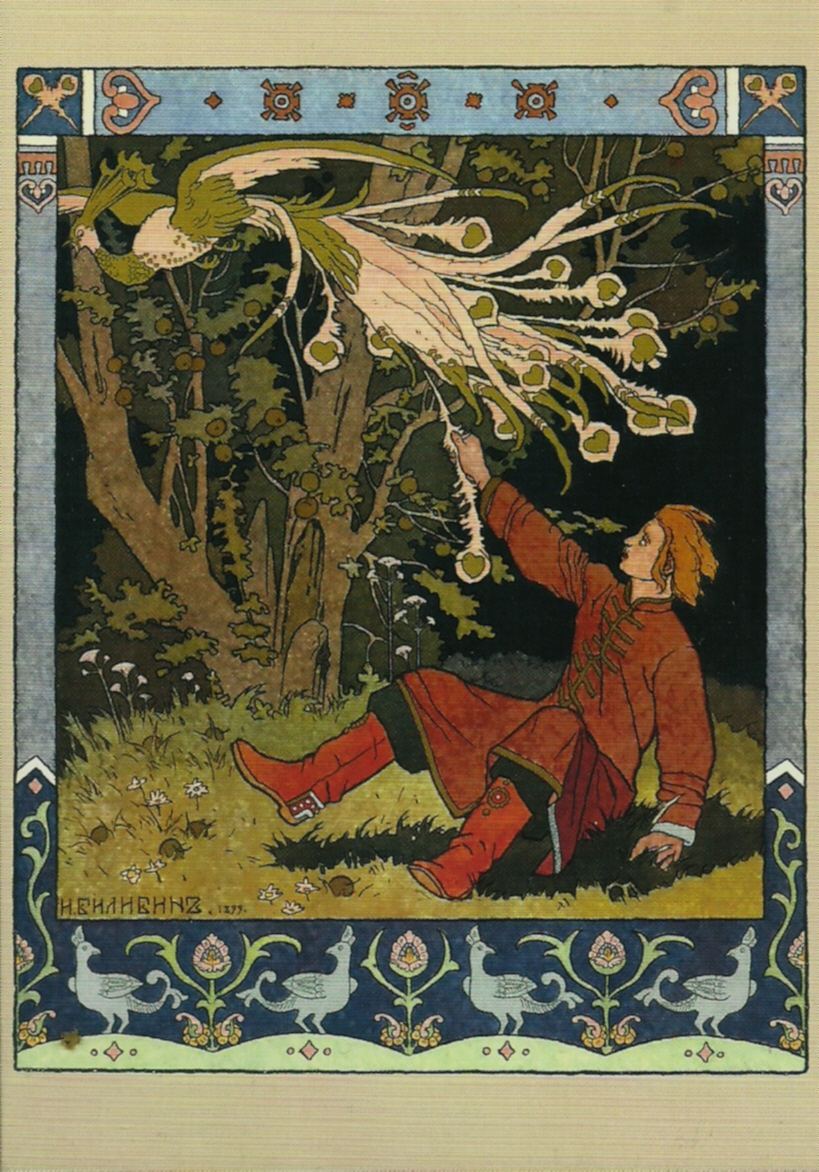
Pasărea de foc de Ivan Bilibin.
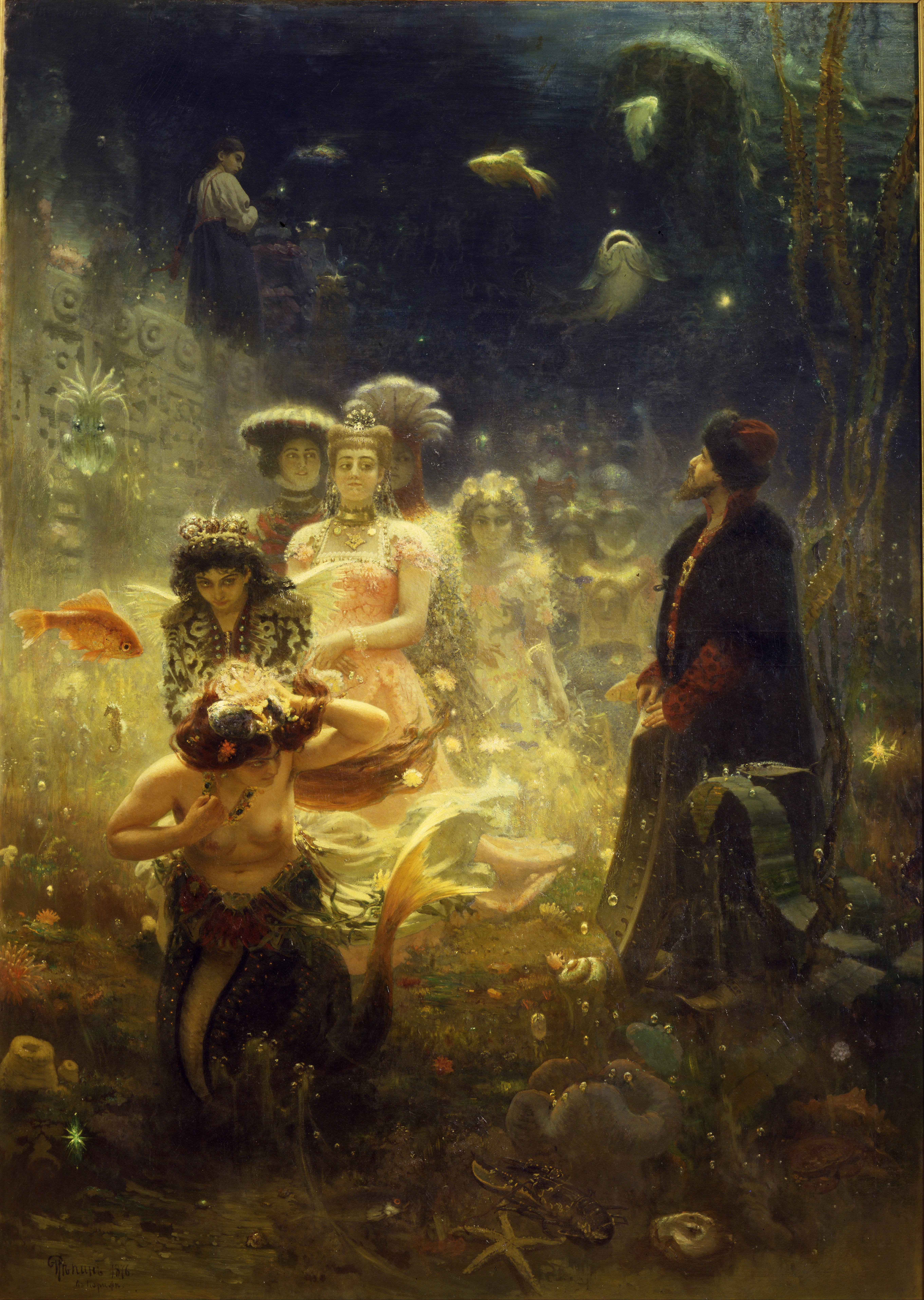
Sadko de Ilya Repin.
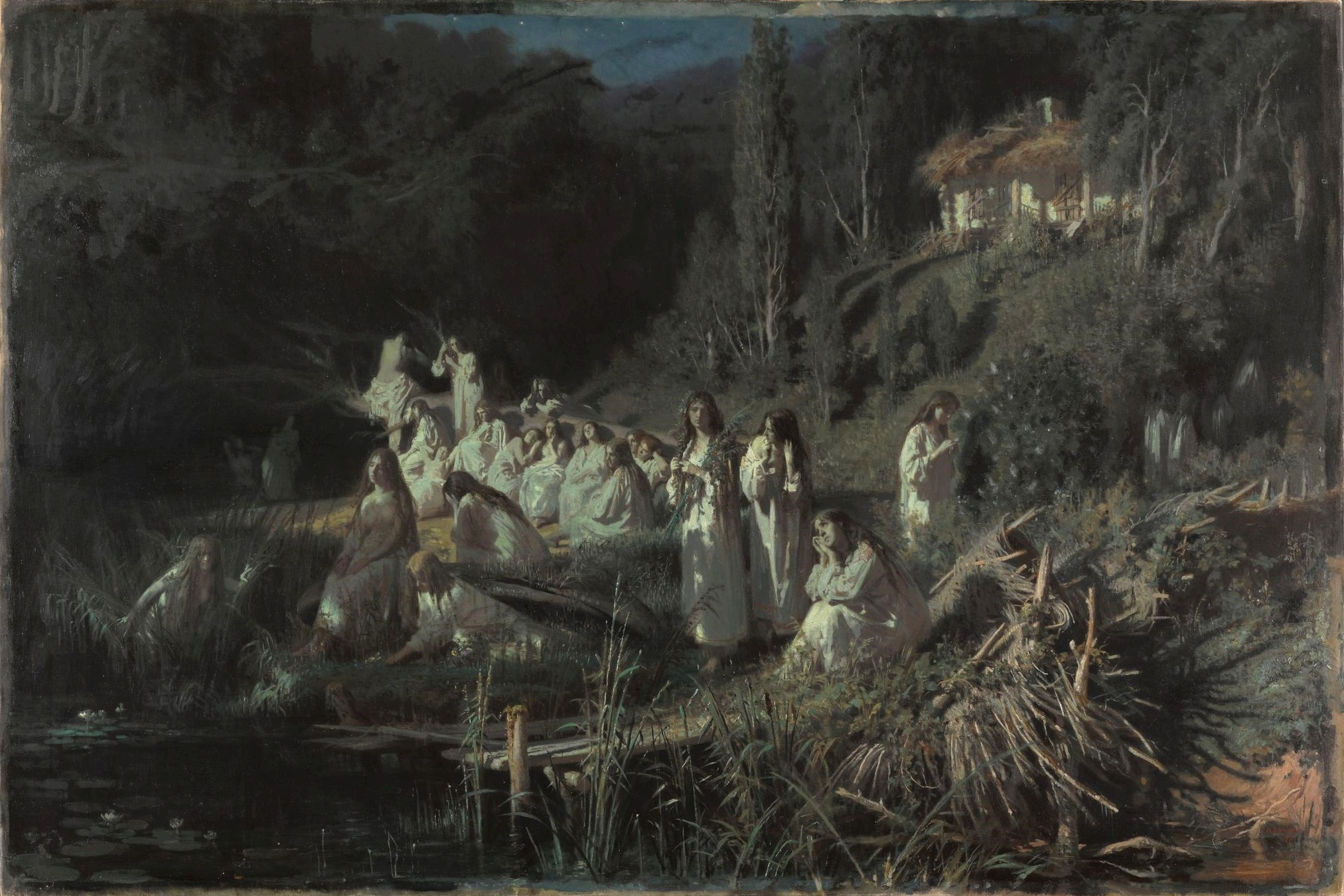
Sirenele de Ivan Kramskoi.
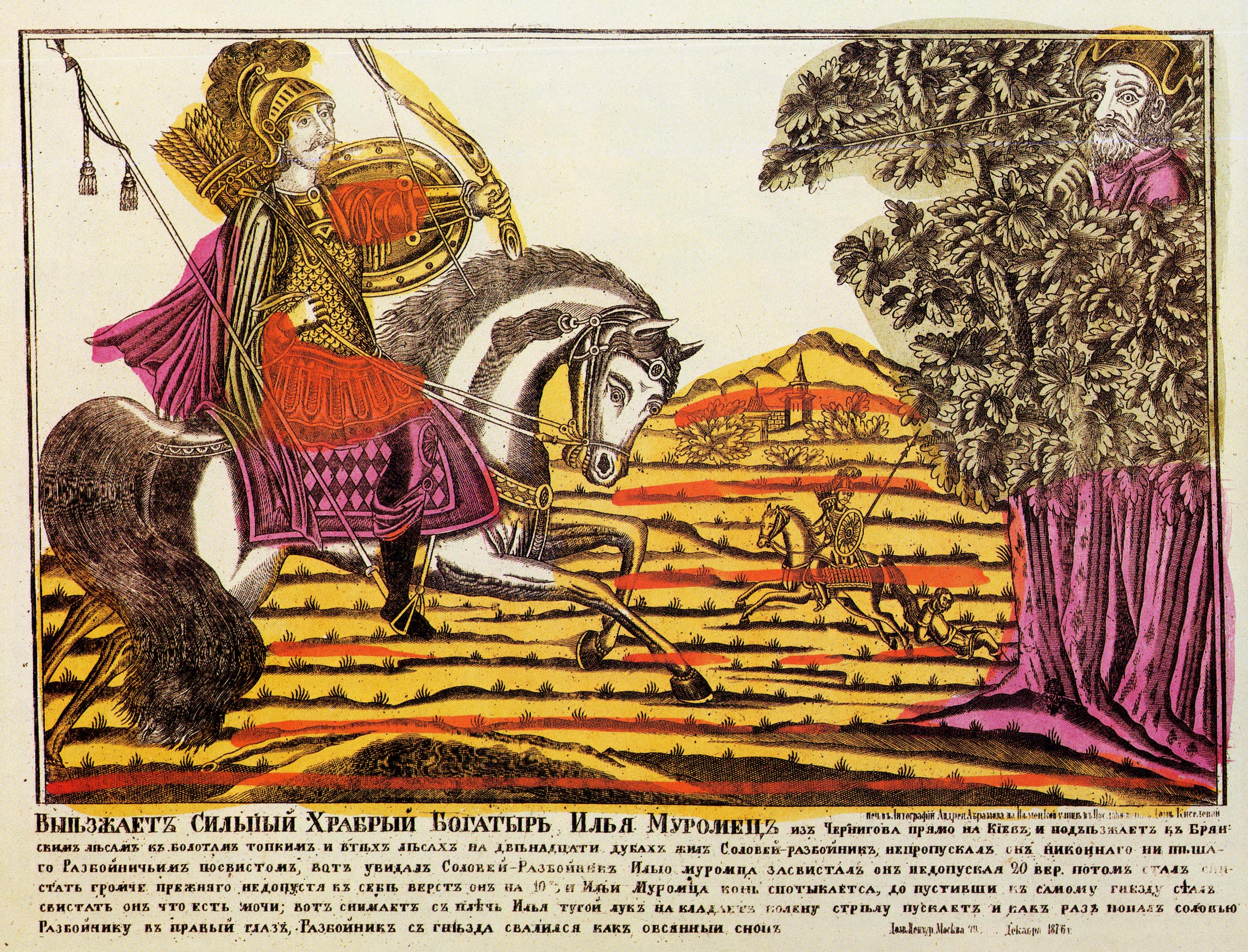
Ilia Muromeț și privighetoarea tâlhar (lubok din secolul al XIX-lea).
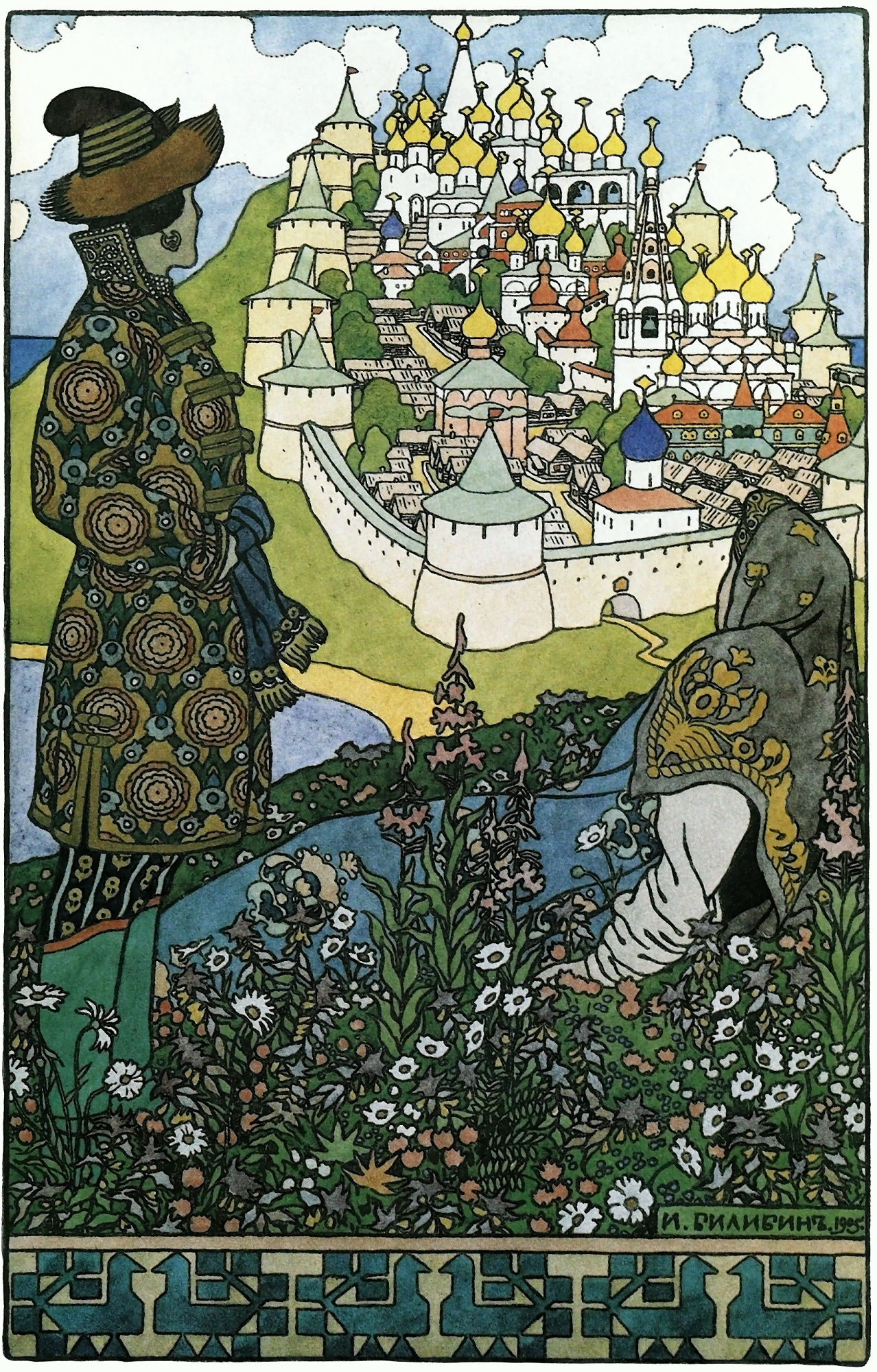
Buian de Ivan Bilibin.
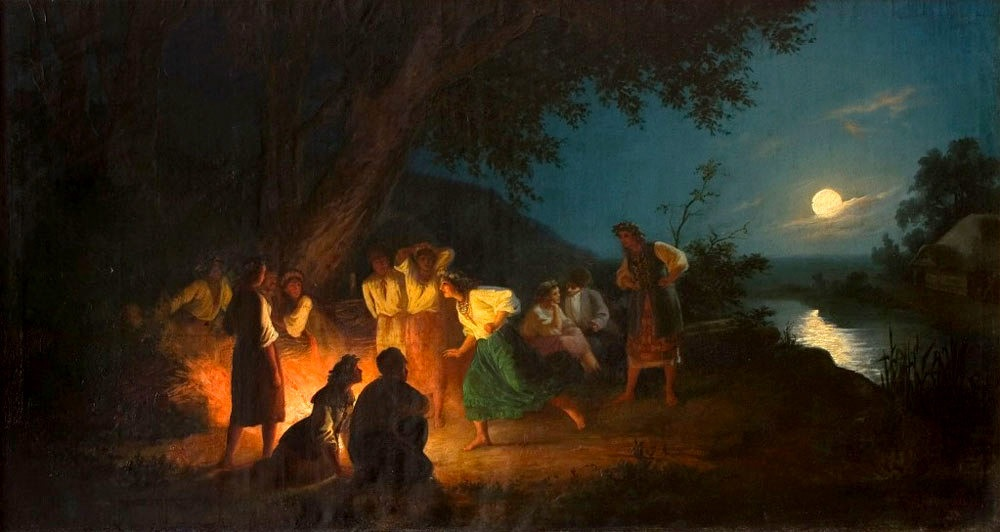
Ziua lui Ivan Kupala de Henryk Siemiradzki.
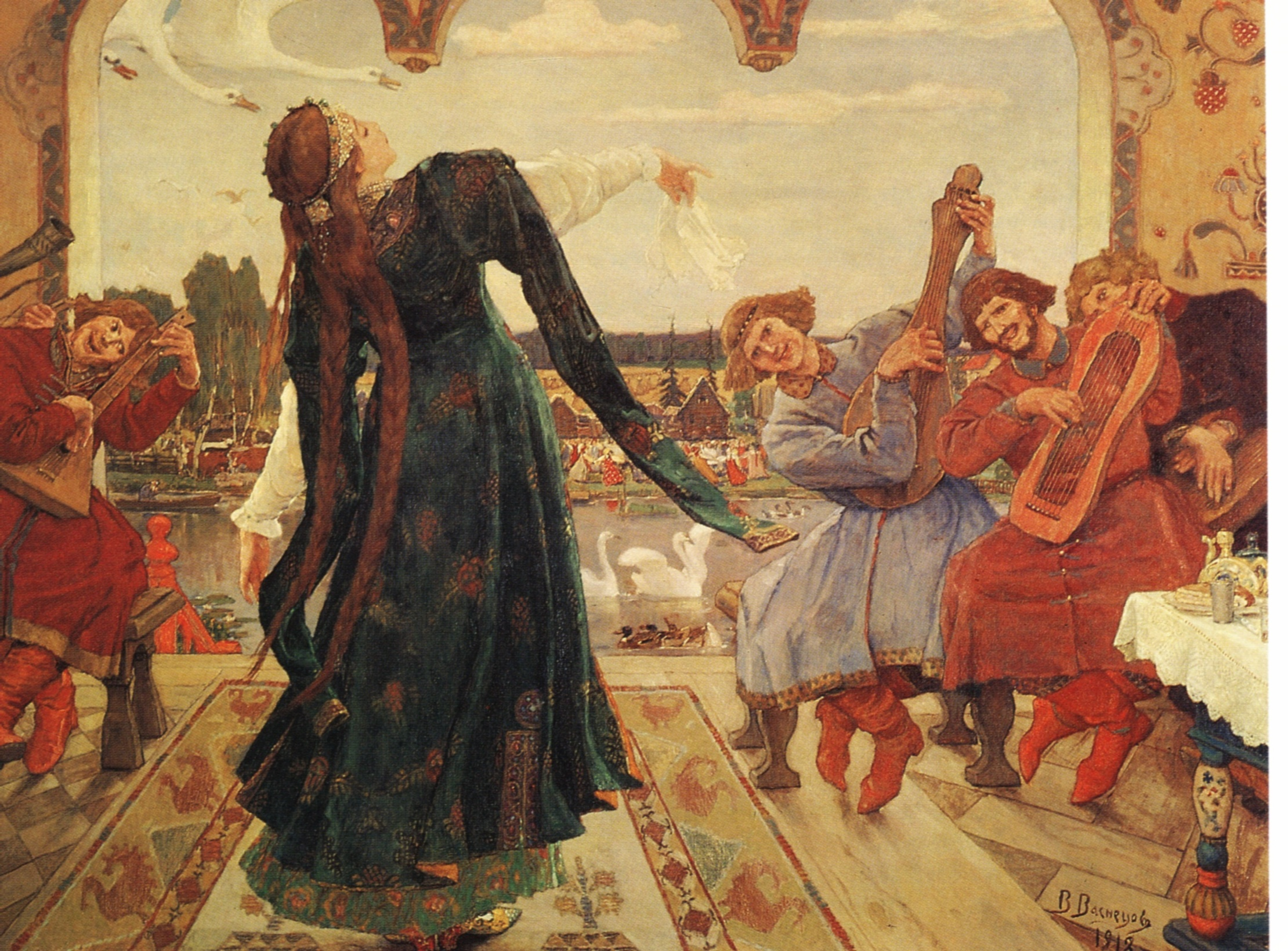
Țarevna-Broasca (Roasca-Broasca) de Viktor Vasnețov.
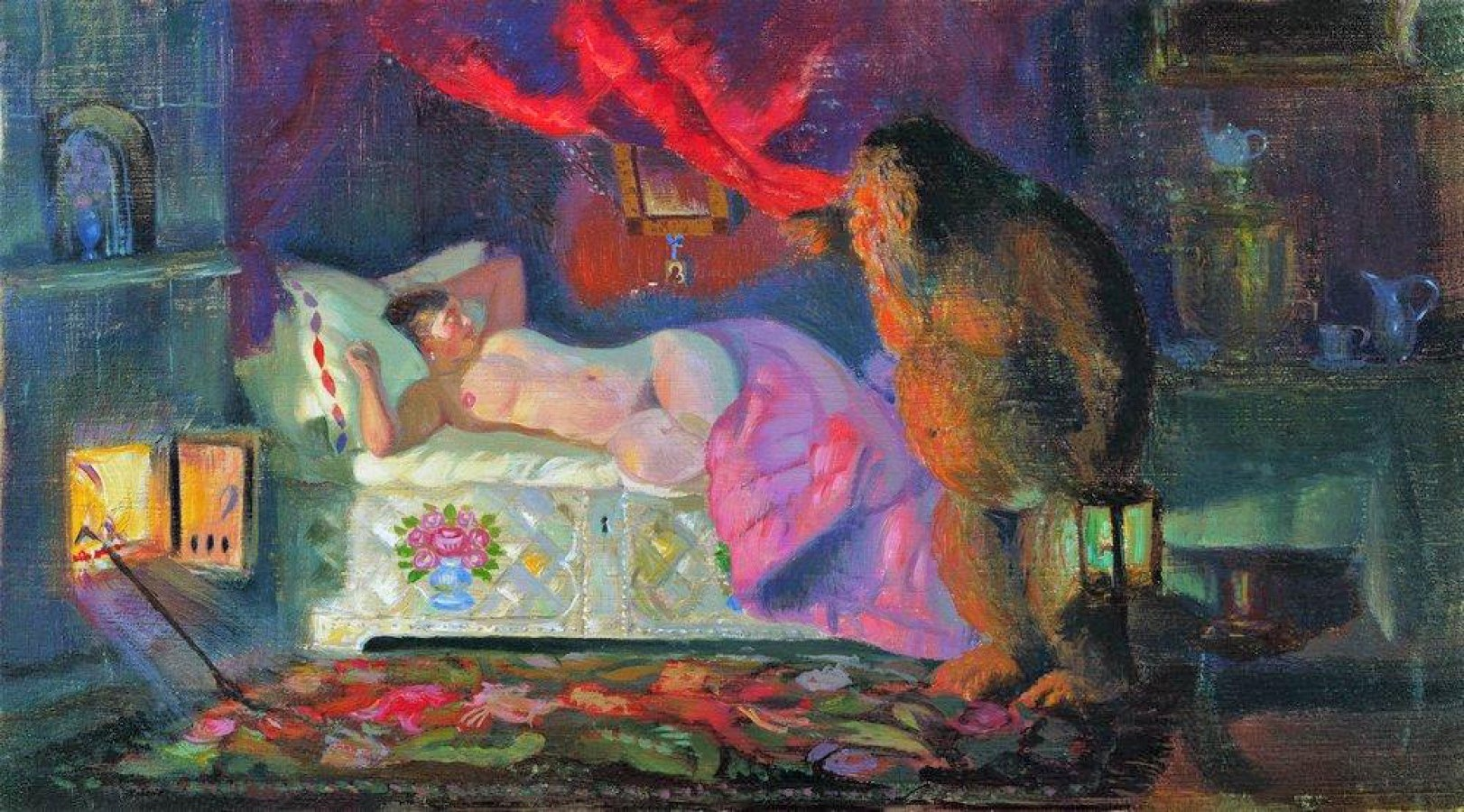
Domovoi privind la soția negustorului adormit de Boris Kustodiev.
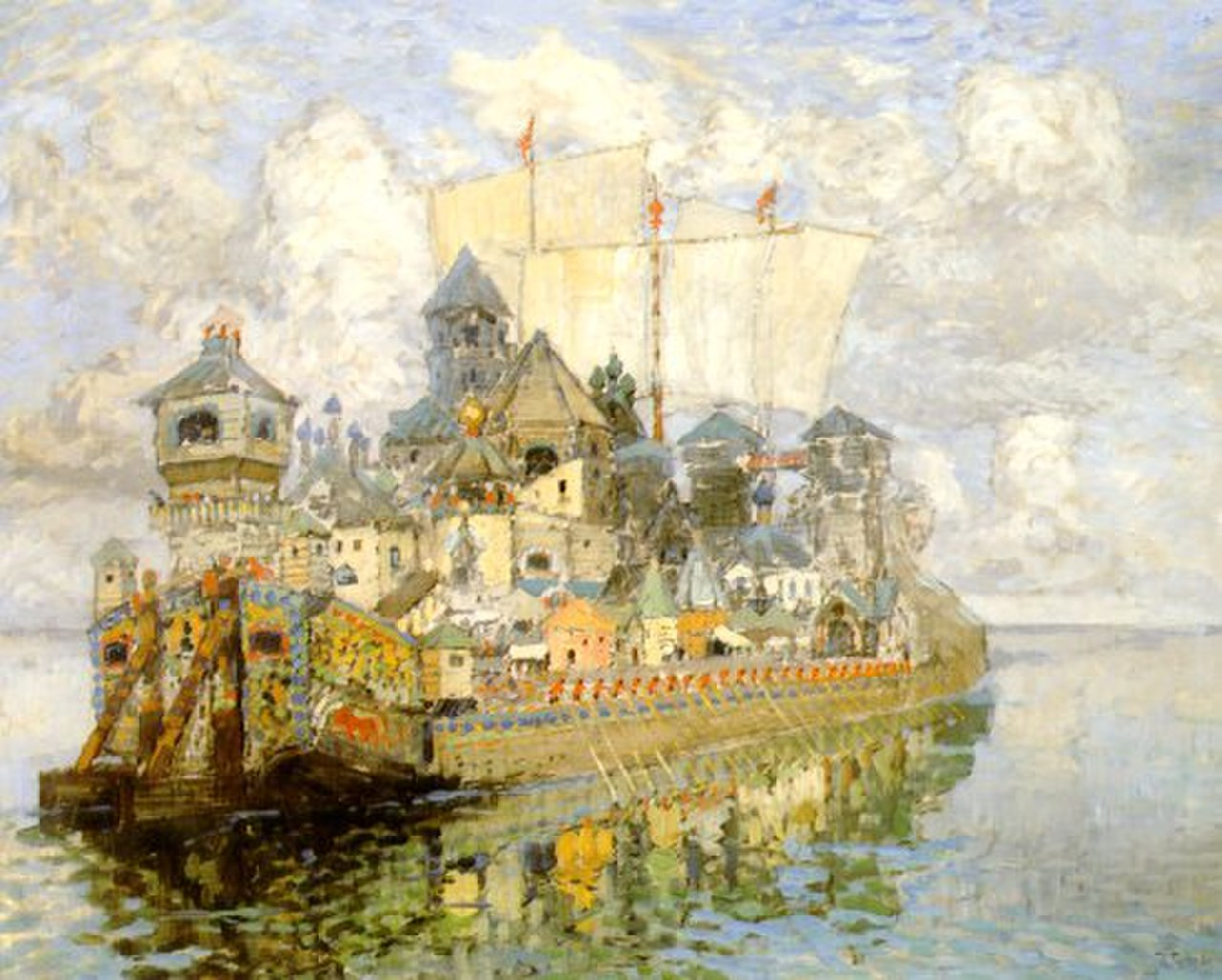
Kitej de Konstantin Gorbatov.
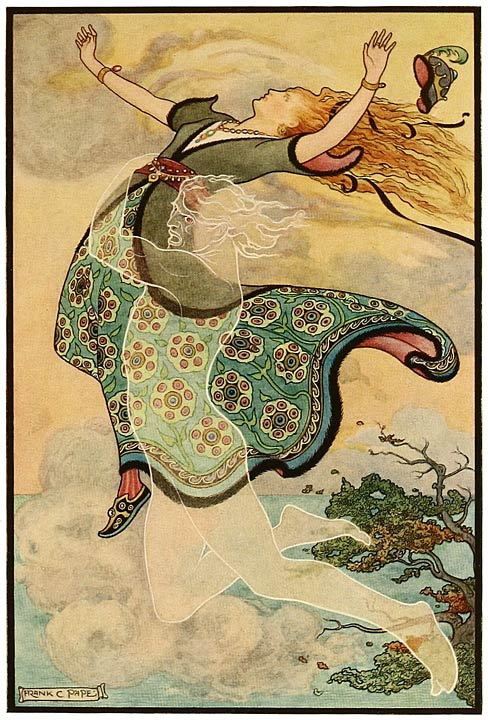
Ilustrație din „Basme rusești” de Richard Wilson, ilustrator Frank C. Papé, 1916
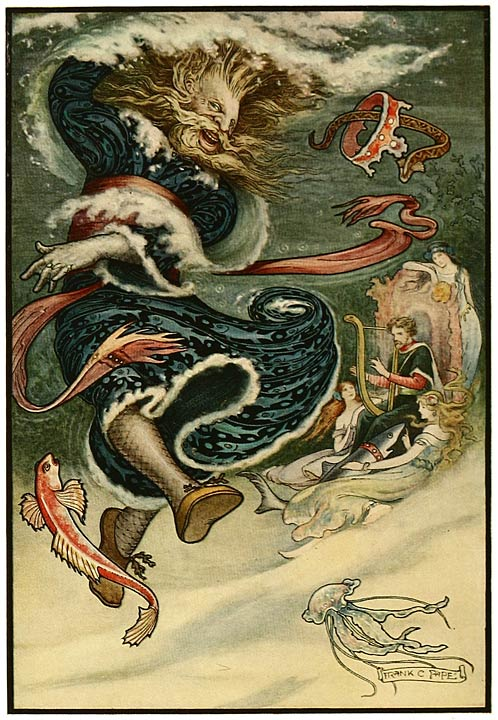
Țarul Mării dansând. Ilustrație din „Basme rusești” de Richard Wilson, ilustratore Frank C. Papé, 1916
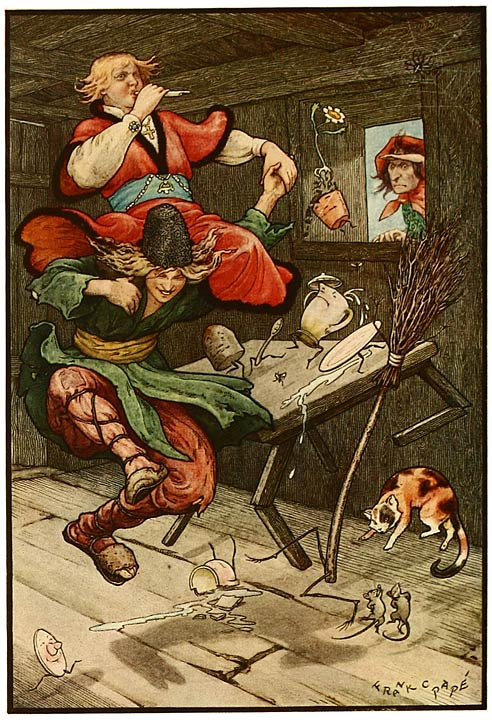
Ilustrație din „Basme rusești” de Richard Wilson, ilustrator Frank C. Papé, 1916
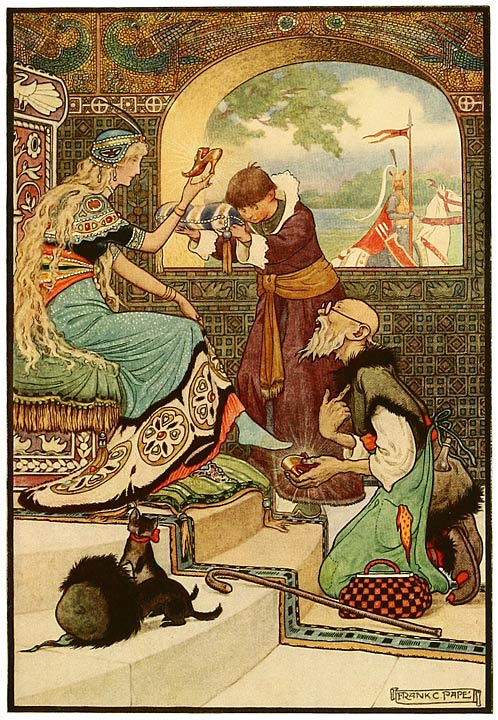
Ilustrație din „Basme rusești” de Richard Wilson, ilustrator Frank C. Papé, 1916
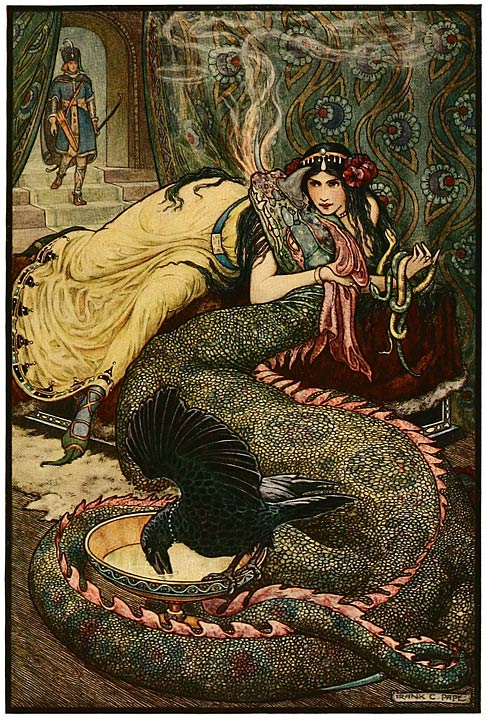
Ilustrație din „Basme rusești” de Richard Wilson, ilustrator Frank C. Papé, 1916
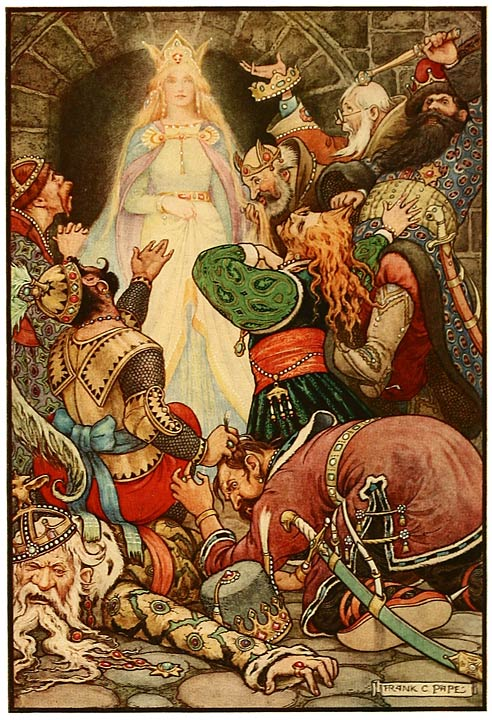
Ilustrație din „Basme rusești” de Richard Wilson, ilustrator Frank C. Papé, 1916
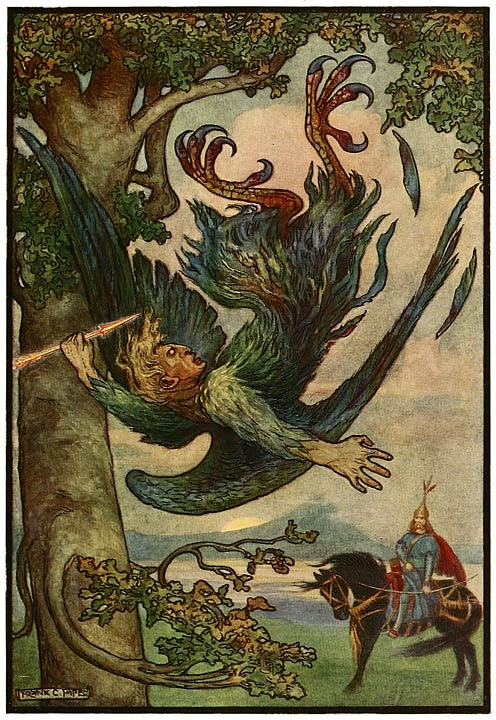
Privighetoarea tâlhar. Ilustrație din „Basme rusești” de Richard Wilson, ilustrator Frank C. Papé, 1916